# Wersch
Wersch ist ein Ortsteil der Gemeinde Much im Rhein-Sieg-Kreis. Der Ort hat 167 Einwohner. 
Urkundlich erwähnt wurde Wersch erstmals 1351 mit Kylgen von Werze. Der ehemals selbstständige Ortsteil Bongert wurde 1557 erstmals genannt. Durch Wersch führt die Landesstraße 312.

## Germana-Kapelle
Die ursprüngliche Kapelle wurde von Johann Henn aus Wersch errichtet und bereits 1710 genannt. Die Eheleute Martin Kaltenbach erwarben die Kapelle und übereigneten sie der Pfarrgemeinde. Danach wurde das Kapellchen zur heutigen Germana-Kapelle ausgebaut. Jährlich geht eine Dreifaltigkeitsprozession von Much zur Kapelle.